# Benedikt Bisping

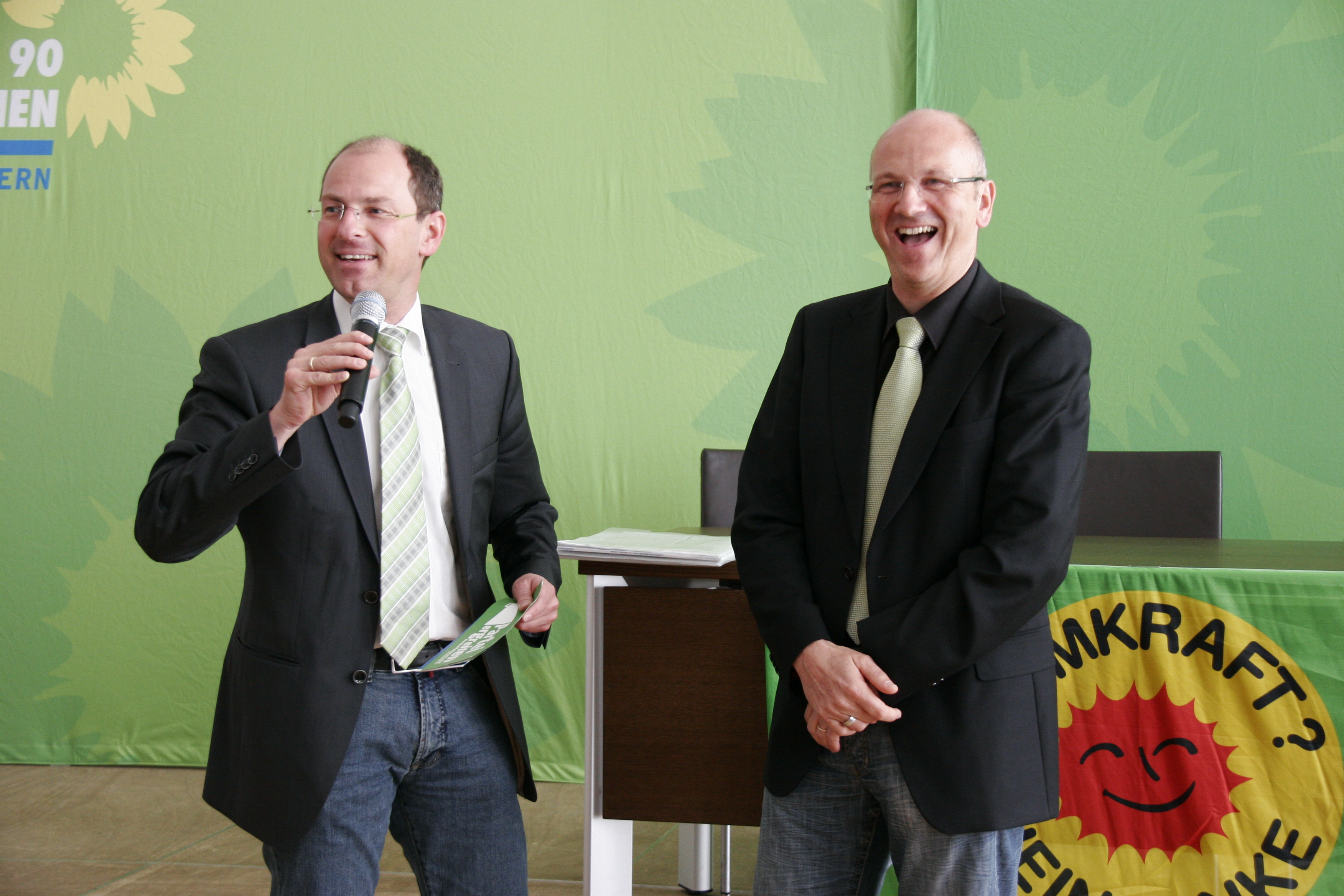
Benedikt Bisping und Uwe Brandl (2011)

Benedikt Bisping (* 24. Juli 1967 in Münster) ist ein deutscher Lokalpolitiker (Grüne). Er war von 2008 bis 2020 Erster Bürgermeister der mittelfränkischen Kreisstadt Lauf an der Pegnitz im Landkreis Nürnberger Land.

## Biographie
Als ältester von drei Brüdern wurde Benedikt Bisping im westfälischen Münster geboren. Seit 1975 lebt er in Lauf. 1983 begann er eine Berufsausbildung zum Industriekaufmann bei Speck Pumpen Lauf. 1986 gründete er mit seinen beiden Brüdern die photo presse bisping GbR, die später in der Bisping & Bisping GmbH & Co. KG aufging. 1997 gründete er die Bund Naturschutz Service GmbH als Tochter Bund Naturschutz in Bayern e.V. (BUND-Landesverband) mit Sitz im Bahnhof Lauf (links der Pegnitz). 2003 heiratete er die Geologin und Grünen-Politikerin Lydia Hufmann-Bisping.
Bisping wurde 1996 in den Laufer Stadtrat gewählt und war dort seither in verschiedenen Funktionen tätig. Von 2007 bis April 2008 war er Fraktionssprecher der gemeinsamen Fraktion von Bündnis 90/Die Grünen und FDP. In einer Stichwahl um das Amt des Bürgermeisters konnte sich Bisping am 16. März 2008 mit knapp 63 Prozent gegen seinen Gegenkandidaten von der CSU durchsetzen. Seit der Amtsübernahme am 1. Mai 2008 ist er hauptamtlicher Erster Bürgermeister Laufs und damit Nachfolger des langjährigen CSU-Bürgermeisters Rüdiger Pompl. Am 30. März 2014 wurde Bisping mit 55,7 Prozent für weitere sechs Jahre als Erster Bürgermeister wiedergewählt.
Am 9. Juli 2008 wurde Bisping in Lindau als erster Vertreter seiner Partei in den Landesvorstand des Bayerischen Städtetages gewählt und am 9. Juli 2014 in Altötting in diesem Amt bestätigt. Zudem war er bis 2020 beim Deutschen Städtetag Mitglied des Hauptausschusses und im Schulausschuss des Bayerischen Städtetages. Von 2008 bis 2014 war er Mitglied des Umweltausschusses des Bayerischen Städtetages.
Im Herbst 2010 wurde Bisping in den Landes-Parteirat von Bündnis 90/Die Grünen Bayern gewählt und am 7. Oktober 2012 auf der Landesdelegiertenversammlung in Rosenheim in diesem Amt bestätigt. Er ist Mitglied der Fraktion von Bündnis 90/Die Grünen im Kreistag des Landkreises Nürnberger Land sowie Schatzmeister beim Bayerischen Gemeindetag, Kreisverband Nürnberger Land.
Er initiierte die Ausstellung Transsibirische Eisenbahn ab Mai 2014 im Industriemuseum Lauf und ab Oktober 2014 im Deutschen Museum München und unterstützte diese mit eigenen Leihgaben.
Bei den Kommunalwahlen im März 2020 musste Bisping in die Stichwahl gegen den Mitbewerber Thomas Lang von den Freien Wählern. Am 29. März 2020 unterlag er ihm nur knapp und wurde nicht wiedergewählt.
Bisping ist für die Kommunal- und Finanzpolitik selbständiger Dozent, unter anderem für die Petra-Kelly-Stiftung in der Heinrich-Böll-Stiftung, sowie freiberuflicher Berater für Klimaschutzprojekte und umweltfreundliche Mobilitätskonzepte.

## Werke
- Dieter Tympner, Benedikt Bisping: Im Bann des Baikalsees: die andere Reise nach Sibirien – Gruppenreisen mit der Transsibirischen Eisenbahn nach Sibirien. Bund-Naturschutz-Service, Lauf 2008, ISBN 978-3-9808986-5-2.